# Невероятное паломничество Гарольда Фрая
«Невероятное паломничество Гарольда Фрая» (англ. The Unlikely Pilgrimage Of Harold Fry) — британский драматический фильм 2023 года режиссёра Хетти Макдональд. Главные роли в фильме исполнили Джим Бродбент и Пенелопа Уилтон. Фильм основан на одноимённом романе Рэйчел Джойс 2012 года.

## Сюжет
Пенсионер Гарольд Фрай живёт в Кингсбридже на юге Девона со своей женой Морин, где ведёт сидячий образ жизни. В письме от старой коллеги по работе, Куини Хеннесси, говорится, что она умирает от рака и доживает свои дни в хосписе в Берик-апон-Туид. Написав поверхностный ответ, он сожалеет, что написанных им слов недостаточно, но, не имея идей, он всё равно решает отправить письмо. Обнаружив, что по-прежнему не уверен в правильности написанного, он продолжает идти в город, упуская множество возможностей бросить конверт в почтовый ящик, прежде чем оказаться в заправочном гараже, где представитель обслуживающего персонала говорит ему, что её поддержка помогла тёте успешно бороться с раком. Вдохновлённый, Гарольд звонит в хоспис и просит передать Куини, что он намерен дойти до Берика пешком — около 500 миль — и что она должна сохранить свою жизнь, пока он не приедет.

## В ролях
- Джим Бродбент — Гарольд Фрай
- Пенелопа Уилтон — Морин Фрай
- Линда Бассетт — Куини Хеннесси

## Премьера
«Невероятное паломничество Гарольда Фрая» было выпущено в Великобритании 28 апреля 2023 года компанией eOne. В России премьера состоится 11 июля 2024 года (Exponenta Film).

## Реакция
На веб-сайте-агрегаторе обзоров Rotten Tomatoes «Невероятное паломничество Гарольда Фрая» имеет рейтинг одобрения 83 % на основе 29 обзоров критиков со средней оценкой 6,4/10. Консенсус критиков веб-сайта гласит: «Если „Невероятное паломничество Гарольда Фрая“ пойдёт по проторенному пути, то с Джимом Бродбентом и Пенелопой Уилтон в качестве проводников вам будет трудно жаловаться».